# Ryszard Kapuściński
Ryszard Kapuściński (n. 4 martie 1932, Pinsk, Polonia – d. 23 ianuarie 2007, Varșovia, Polonia) a fost un jurnalist și scriitor polonez.
Absolvent al Facultății de istorie din Varșovia în 1955, a debutat în ziaristică la oficiosul Tineretului comunist polonez. În 1962 și-a început cariera de corespondent al Agenției Poloneze de Presă⁠(d) (PAP). A străbătut Africa, America Latină și Asia, fiind martorul conflictelor politice și războaielor care au tulburat aceste zone ale planetei în ultimele decenii. Calitatea excepțională a reportajelor din Congo, publicate în hebdomadarul Polityka, l-au impus drept unul dintre marii cronicari ai lumii a treia. A fost martorul eliberării continentului de sub colonialism.
După căderea comunismului și destrămarea URSS, și-a îndreptat atenția către Rusia și fostele republici sovietice.
Maestru incontestabil al reportajului, Ryszard Kapuscinski a publicat mai multe cărți devenite celebre, între care Împăratul (Cesarz, 1978), Șahinșahul (Szachinszach, 1982), Agonia imperiului (Imperium, 1993), Abanos (Heban, 2001) și Călătorind cu Herodot (Podróże z Herodotem, 2007) care au apărut și în traducere românească.